# Дэн Цинмин
Дэн Цинмин (кит. упр. 邓清明, пиньинь Dèng Qīngmíng; род. 16 марта 1965; Ихуан, Цзянси, Китай) — китайский тайконавт (космонавт).

## Биография
Дэн Цинмин родился в сельской семье в уезде Ихуан провинции Цзянси. В июне 1984 года, после окончания средней школы, он начал обучение во 2-й базовой школе ВВС НОАК Китая в Баодине. В 1987 году он окончил учёбу и официально стал пилотом ВВС. В октябре 1988 вступил в Коммунистическую партию Китая.
В 1998 году был зачислен в отряд астронавтов НОАК. В полётных миссиях «Шэньчжоу-9», «Шэньчжоу-10» и «Шэньчжоу-11» он трижды выбирался в состав дублирующего экипажа, но в итоге не смог полететь.
28 ноября 2022 года на пресс-конференции был объявлен экипаж пилотируемой миссии «Шэньчжоу-15» (4-я основная экспедиция к космической станции Тяньгун): Фэй Цзюньлун (командир корабля), Дэн Цинмин и Чжан Лу. «Шэньчжоу-15» был запущен в 23:08 по пекинскому времени 29 ноября. У Дэн Цинмина было рекордное время ожидания в 24 года и 10 месяцев от того, чтобы стать резервным астронавтом до официального полета в небо.
Статистика
| # | Стартовый корабль | Старт, UTC            | Экспедиция  | Корабль посадки | Посадка, UTC | Налёт               | Выходы в открытый космос | Время в открытом космосе |
| - | ----------------- | --------------------- | ----------- | --------------- | ------------ | ------------------- | ------------------------ | ------------------------ |
| 1 | Шэньчжоу-15       | 29.11.2022, 15:08 UTC | Тяньгун (4) | Шэньчжоу-15     |              | 186дн. 7час. 24мин. | 0                        | 0                        |